# Acromyrmex striatus
Acromyrmex striatus är en myrart som först beskrevs av Julius Roger 1863.  Acromyrmex striatus ingår i släktet Acromyrmex och familjen myror. Inga underarter finns listade i Catalogue of Life.

## Bildgalleri

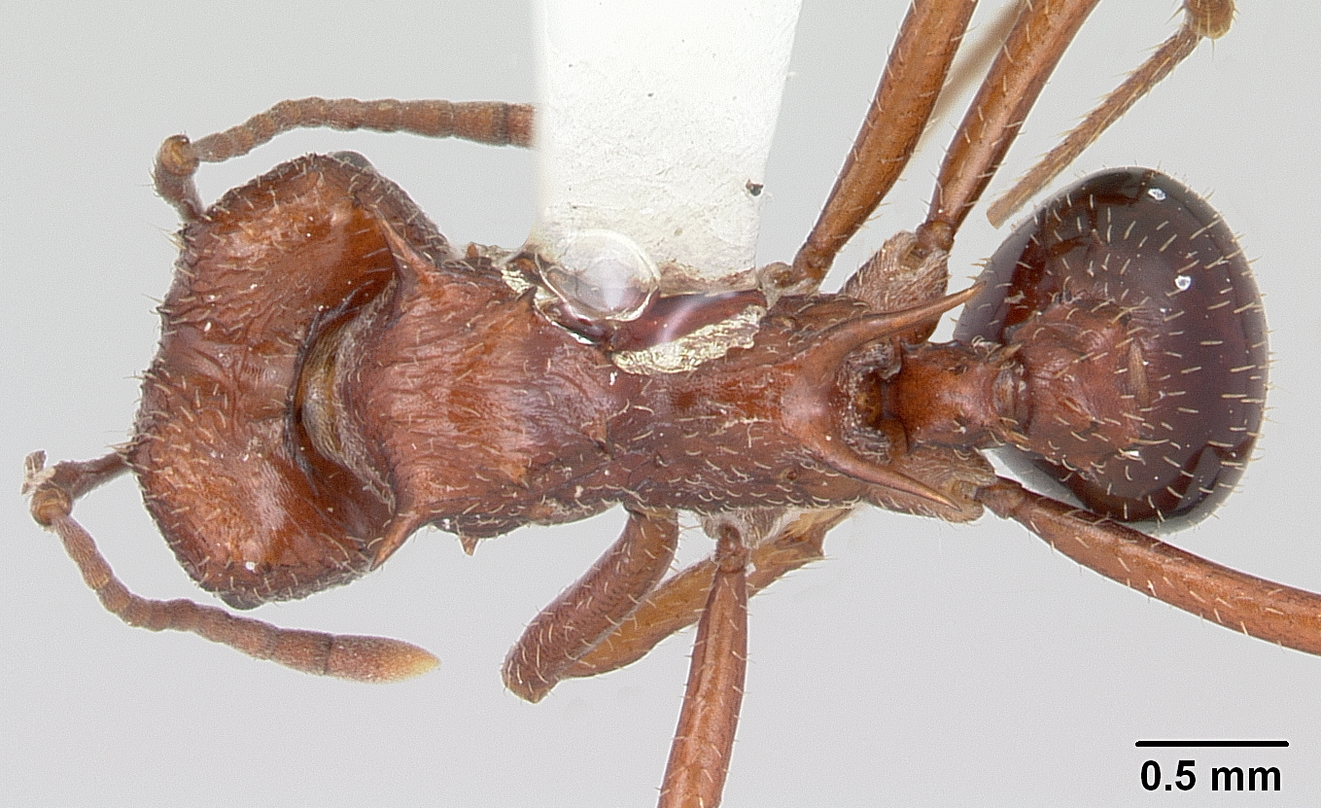
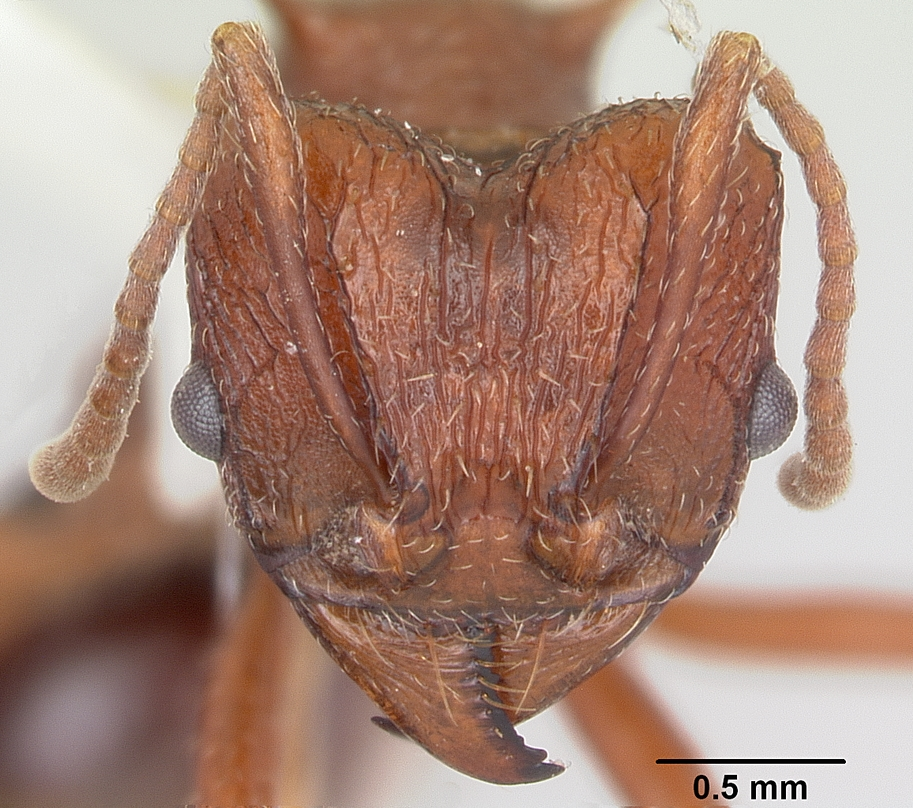
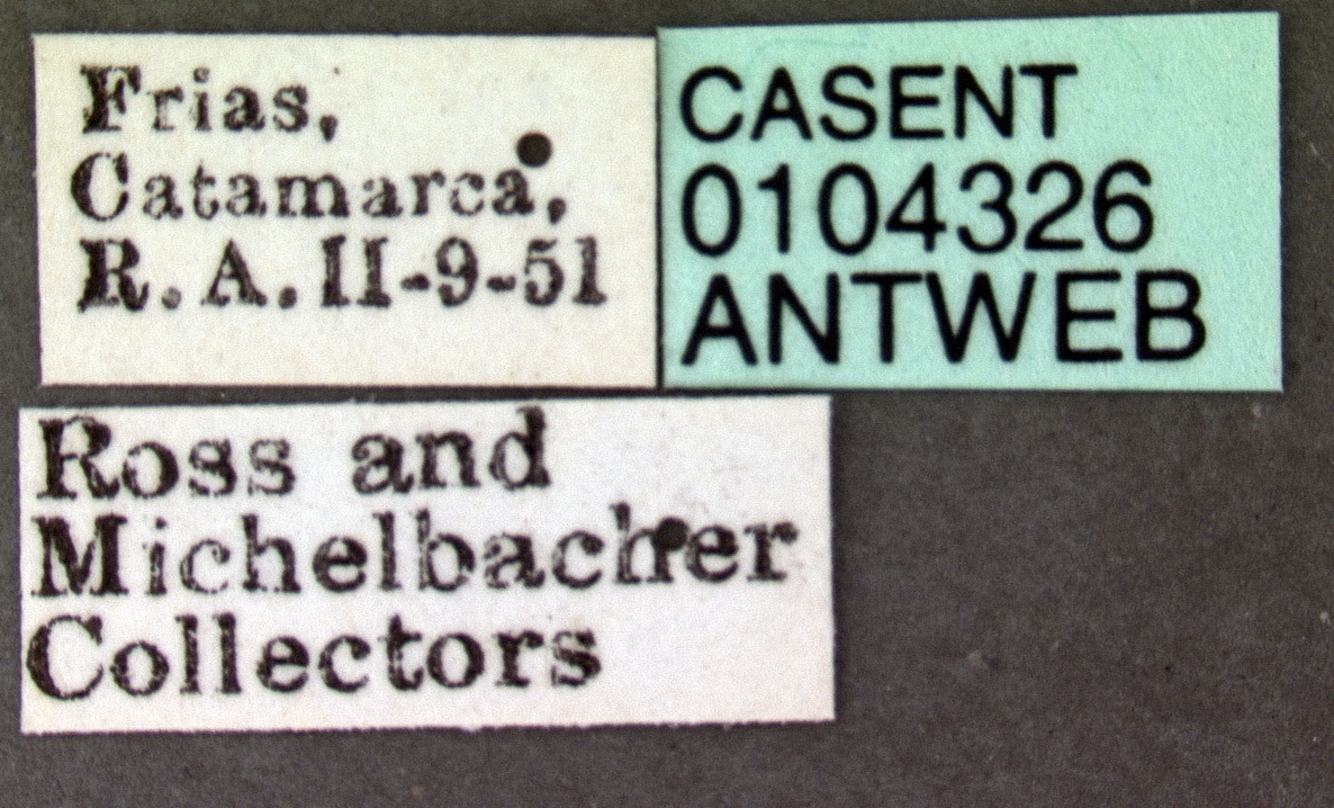
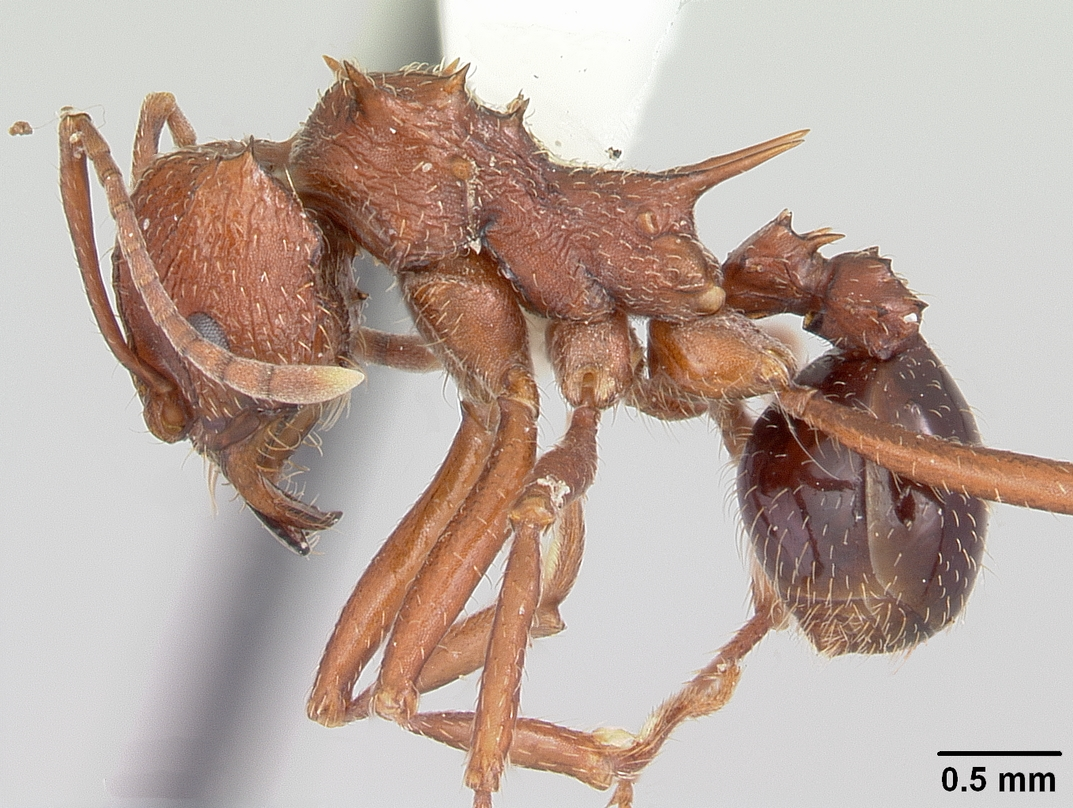
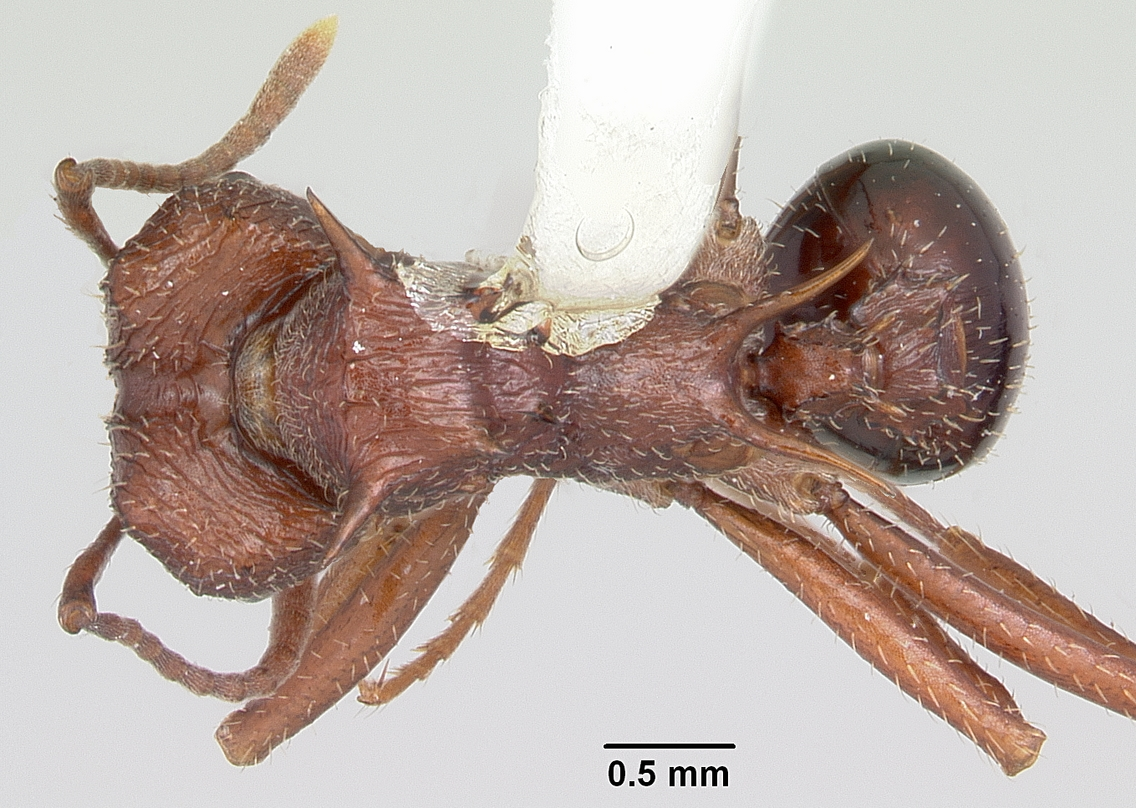
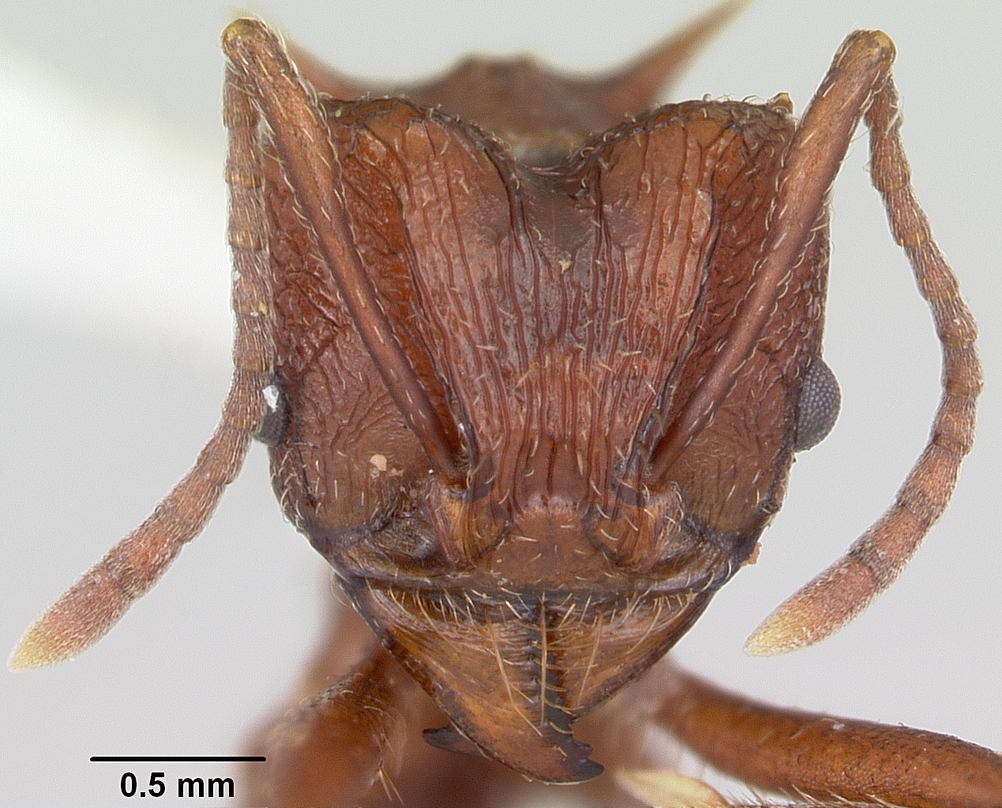